# Madara Līduma
Madara Liduma (ur. 10 sierpnia 1982 w Gulbene) – łotewska biathlonistka, olimpijka. Zadebiutowała w biathlonie w rozgrywkach Pucharu Europy w roku 2001.
Starty w Pucharze Świata rozpoczęła zawodami w Hochfilzen w roku 2005 zajmując 15. miejsce w sprincie. Jej najlepszy dotychczasowy wynik w Pucharze świata to 11. miejsce w sprincie w Östersund w sezonie 2007/08.
Podczas igrzysk olimpijskich w Turynie w 2006 zajęła (najlepsze w karierze) 10. miejsce w biegu indywidualnym, 28 w sprincie, 20 w biegu pościgowym, 20 w biegu masowym i 18 w sztafecie.
Podczas mistrzostw świata w roku 2003 w Chanty-Mansyjsku zajęła 56. miejsce w sprincie, 48 w biegu pościgowym i 48 w biegu indywidualnym. Podczas mistrzostw świata w roku 2004 w Oberhofie zajęła 77. miejsce w sprincie i 60 w biegu indywidualnym. Na mistrzostwach świata w roku 2005 w Hochfilzen zajęła 65. miejsce w biegu indywidualnym, 15 w sprincie, 29 w biegu pościgowym. Na mistrzostwach świata w roku 2007 w Antholz-Anterselva zajęła 15. miejsce w biegu indywidualnym, 27 w sprincie, 48 w biegu pościgowym, 27 w biegu masowym i 17 w sztafecie. Na mistrzostwach świata w roku 2008 w Östersund zajęła 38. miejsce w biegu indywidualnym, 11 w sprincie, 17 w biegu pościgowym, 20 w biegu masowym oraz 20 w sztafecie. Na mistrzostwach świata w roku 2009 w Pjongczangu zajęła 72. miejsce w sprincie.

## Osiągnięcia

### Igrzyska olimpijskie
- 2006 Turyn – 10. (bieg indywidualny), 28. (sprint), 20. (bieg pościgowy), 20. (bieg masowy), 18. (sztafeta)
- 2010 Vancouver – 66. (bieg indywidualny), 56. (sprint), 37. (bieg pościgowy),  18. (sztafeta)

### Mistrzostwa świata
- 2003 Chanty-Mansyjsk – 56. (sprint), 48. (bieg pościgowy), 48. (bieg indywidualny)
- 2004 Oberhof – 60. (bieg indywidualny), 77. (sprint)
- 2005 Hochfilzen – 15. (sprint), 29. (bieg pościgowy), 65. (bieg indywidualny)
- 2007 Anterselva – 15. (bieg indywidualny), 27. (sprint), 48. (bieg pościgowy), 27. (bieg masowy), 17. (sztafeta)
- 2008 Östersund – 38. (bieg indywidualny), 11. (sprint), 17. (bieg pościgowy), 20. (bieg masowy), 20. (sztafeta)
- 2009 P'yŏngch'ang – 31. (bieg indywidualny), 72. (sprint), 20. (sztafeta)

### Puchar Świata

#### Miejsca w klasyfikacji generalnej
| Sezon     | Miejsce |
| --------- | ------- |
| 2004/2005 | 62.     |
| 2005/2006 | 37.     |
| 2006/2007 | 56.     |
| 2007/2008 | 41.     |
| 2008/2009 | 64.     |
| 2009/2010 | 50.     |
| 2010/2011 | 51.     |